# Boletina triangularis
Boletina triangularis är en tvåvingeart som beskrevs av Polevoi 1995. Boletina triangularis ingår i släktet Boletina och familjen svampmyggor. Arten är reproducerande i Sverige. Inga underarter finns listade i Catalogue of Life.